# Ramon Massaguer i Vidal
Ramon Massaguer i Vidal (Torroella de Montgrí, 1829 - Torroella de Montgrí, 1904) fou un fotògraf, qui es convertí en un dels pioners de les comarques gironines a dedicar-se professionalment a la fotografia.

## Biografia
Ramon Massaguer nasqué a Torroella de Montgrí i fou el setè de deu germans. Inicialment, es dedicà a activitats vinculades amb la propietat de la terra, també al préstec de capital i durant alguns anys ostentà el càrrec de regidor de l'Ajuntament de Torroella de Montgrí. No obstant, la seva ocupació principal esdevindria la de fotògraf, dedicant-s'hi de manera professional. Segons l'estudiós de la fotografia Emili Massanas, Massaguer disposà d'un taller de fotografia a Torroella, abans d'instal·lar-se a Girona.
L'any 1861, Massaguer i la seva família es traslladaren a la ciutat de Girona. Aquell mateix any, obrí la que seria la primera galeria fotogràfica de caràcter fix que tingué la ciutat. De forma progressiva, altres fotògrafs obriren nous establiments i s'instal·laren també al municipi. Aquesta galeria s'inaugurà amb el nom de Ramon Masaguer y Cia. i s'ubicà al quart pis del número 14 de la plaça de Sant Agustí, actual plaça de la Independència. El seu germà, Joaquim Massaguer i Vidal, obrí també una galeria fotogràfica l'any 1864. S'especula que, possiblement, Ramon Massaguer començà a treballar a la galeria del seu germà aquell mateix any. Més endavant, l'any 1874, adquirí una casa amb uns baixos amb botiga a Torroella, on possiblement ubicà el seu nou taller de fotografia, ja que es té la certesa que a partir de la segona meitat dels anys setanta va fer de fotògraf retratista al municipi.
Massaguer es dedicà principalment a la fotografia d'estudi. Les imatges conservades són retrats amb format de targeta de visita. Gairebé totes les reproduccions són de membres de la família Mascort i també de la família Negre Pastell, en concret la branca Pla-Armengol de Torroella. Són escasses les fotografies conservades amb autoria confirmada, amb datació de l'any 1860 fins al 1904. Aquestes són localitzables en el fons fotogràfic d'Emili Massanas, d'INSPAI, Centre de la Imatge de la Diputació de Girona, en el fons fotogràfic de la família Mascort, de la Fundació Mascort de Torroella de Montgrí, i en el fons de la família Negre Pastell, de l'Arxiu Municipal de Castelló d'Empúries (AMCE).

Al diari La Crónica de Gerona, en una publicació del 14 d'abril de 1864, es diu de Ramon Massaguer:
«Con razón las fotografías del Sr. Massaguer gozan de una justa fama, pues salen tan perfeccionadas como los principales establecimientos de su clase no solo de España si que también del estrangero.»